# St. Louis Cardinals
St. Louis Cardinals är en professionell basebollklubb i St. Louis i Missouri i USA som spelar i National League, en av de två ligorna i Major League Baseball (MLB). Klubbens hemmaarena är Busch Stadium.

## Historia
Klubben grundades 1882 under namnet St. Louis Brown Stockings (vilket året efter förkortades till St. Louis Browns) och spelade då i den nybildade American Association, som var en liga som utmanade National League och som i dag anses ha varit en major league. Man vann ligan fyra år i rad 1885–1888. 1892, efter att American Association lagts ned, gick klubben över till National League. 1899 bytte man namn till St. Louis Perfectos och året efter till St. Louis Cardinals.
Cardinals har vunnit elva World Series-titlar, vilket är flest i National League. Det dröjde dock många år från debuten i National League 1892 tills man vann ligan och World Series för första gången 1926. Sedan dess har klubben varit desto mer framgångsrik. I juni 2018 vann klubben sin 10 000:e match sedan man gick över till National League 1892. Fem klubbar hade nått den milstolpen tidigare: Atlanta Braves, Chicago Cubs, San Francisco Giants, Pittsburgh Pirates och Los Angeles Dodgers.
En av de största spelarna i Cardinals historia är Stan "The Man" Musial (outfielder 1941–1944 och 1946–1963). Den ledare som kanske mest förknippas med Cardinals är Whitey Herzog, som var klubbens tränare i elva år (1980–1990) och under en period även sportchef. Hans Cardinals-generationer blev kända för att spela whiteyball, ett spelsätt som fokuserade mer på att komma på bas och avancera än på att slå homeruns.

## Hemmaarena
Hemmaarena är Busch Stadium, invigd 2006. Denna arena är den tredje med det namnet som klubben spelat i. 1966–2005 spelade man i den andra Busch Stadium och 1920–1966 i den första Busch Stadium. Arenorna är uppkallade efter den tidigare ägaren, öl-bryggeriet Anheuser-Busch.

## Spelartrupp

### Aktiva
| Nr | Land                    | Pos | Namn              |
| -- | ----------------------- | --- | ----------------- |
| 12 | USA                     | P   | Jordan Hicks      |
| 30 | USA                     | P   | Chris Stratton    |
| 39 | USA                     | P   | Miles Mikolas     |
| 40 | USA                     | P   | Jake Woodford     |
| 43 | USA                     | P   | Dakota Hudson     |
| 48 | USA                     | P   | Jordan Montgomery |
| 50 | USA                     | P   | Adam Wainwright   |
| 53 | USA                     | P   | Andre Pallante    |
| 56 | USA                     | P   | Ryan Helsley      |
| 63 | Colombia                | P   | José Quintana     |
| 65 | Mexiko                  | P   | Giovanny Gallegos |
| 70 | USA                     | P   | Packy Naughton    |
| 92 | Dominikanska republiken | P   | Génesis Cabrera   |

| Nr | Land                    | Pos | Namn             |
| -- | ----------------------- | --- | ---------------- |
| 4  | Puerto Rico             | C   | Yadier Molina    |
| 7  | USA                     | C   | Andrew Knizner   |
| 5  | Dominikanska republiken | INF | Albert Pujols    |
| 11 | USA                     | INF | Paul DeJong      |
| 16 | USA                     | INF | Nolan Gorman     |
| 19 | USA                     | INF | Tommy Edman      |
| 28 | USA                     | INF | Nolan Arenado    |
| 33 | USA                     | INF | Brendan Donovan  |
| 46 | USA                     | INF | Paul Goldschmidt |
| 3  | USA                     | OF  | Dylan Carlson    |
| 21 | USA                     | OF  | Lars Nootbaar    |
| 25 | USA                     | OF  | Corey Dickerson  |
| 27 | Kanada                  | OF  | Tyler O'Neill    |

### Skadade
| Nr | Land | Pos | Namn          |
| -- | ---- | --- | ------------- |
| 22 | USA  | P   | Jack Flaherty |
| 29 | USA  | P   | Alex Reyes    |
| 32 | USA  | P   | Steven Matz   |

| Nr | Land      | Pos | Namn          |
| -- | --------- | --- | ------------- |
| 34 | USA       | P   | Drew VerHagen |
| 36 | Venezuela | OF  | Juan Yepez    |

## Fotogalleri

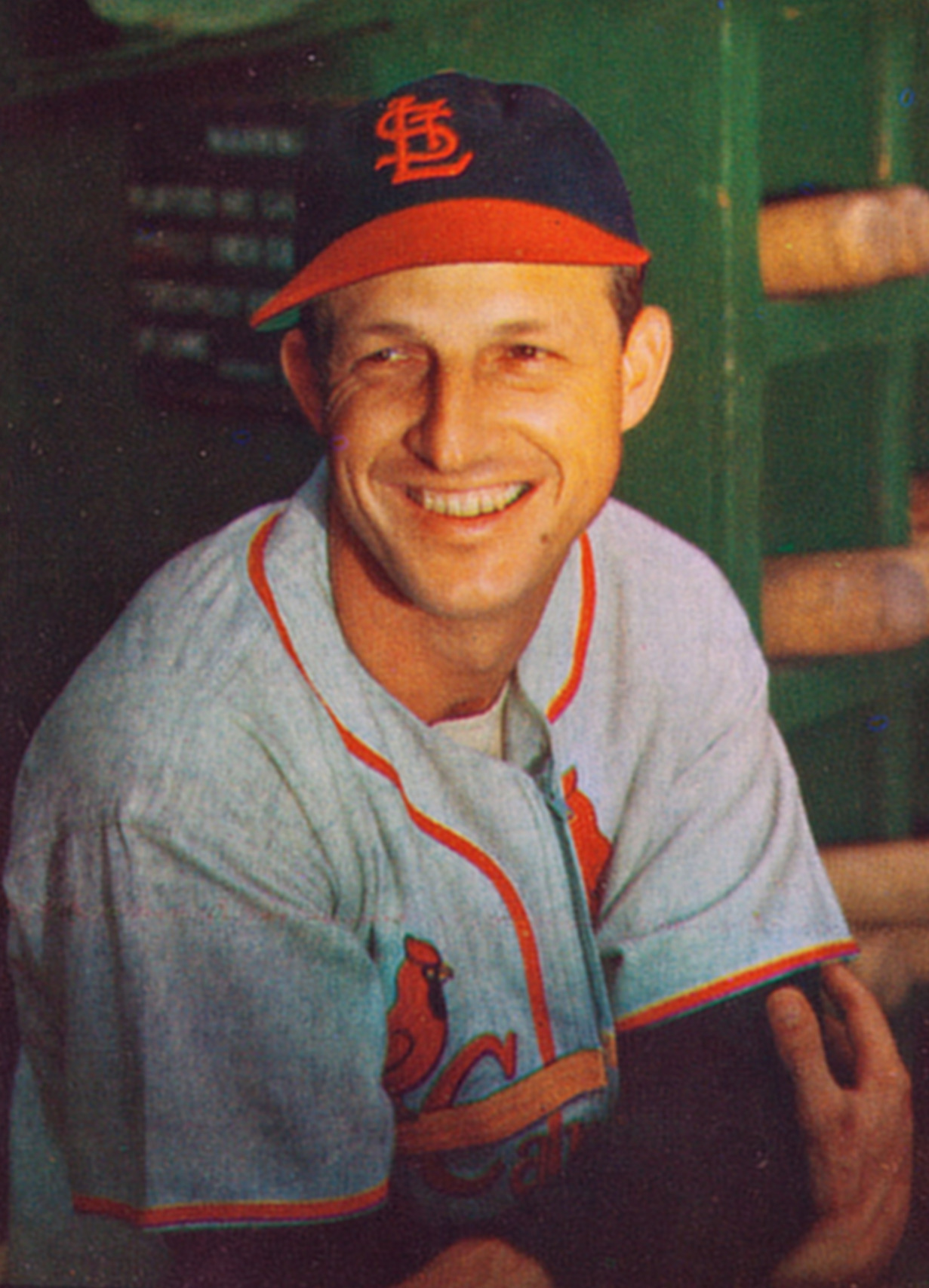
Stan Musial.
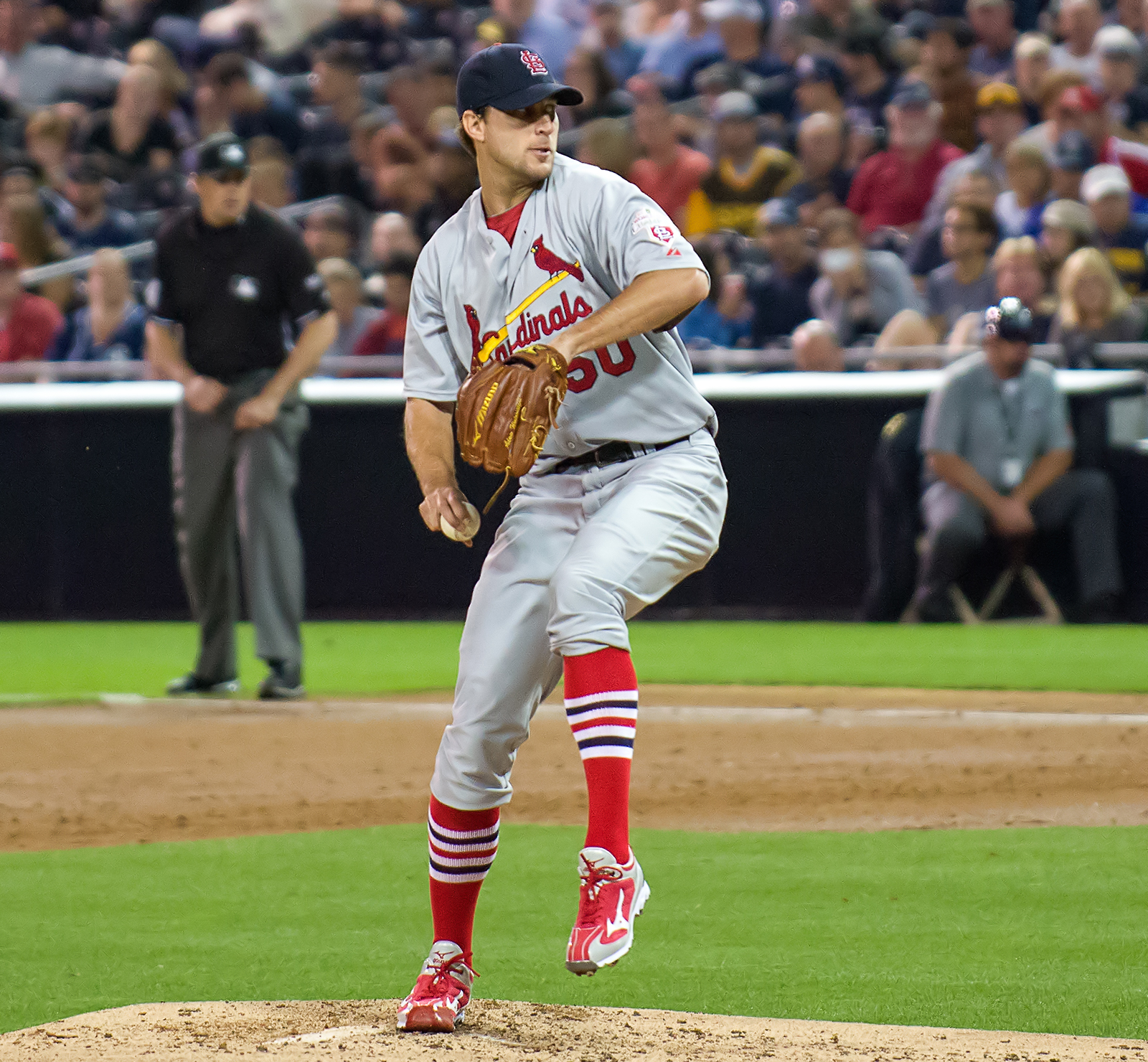
Adam Wainwright.
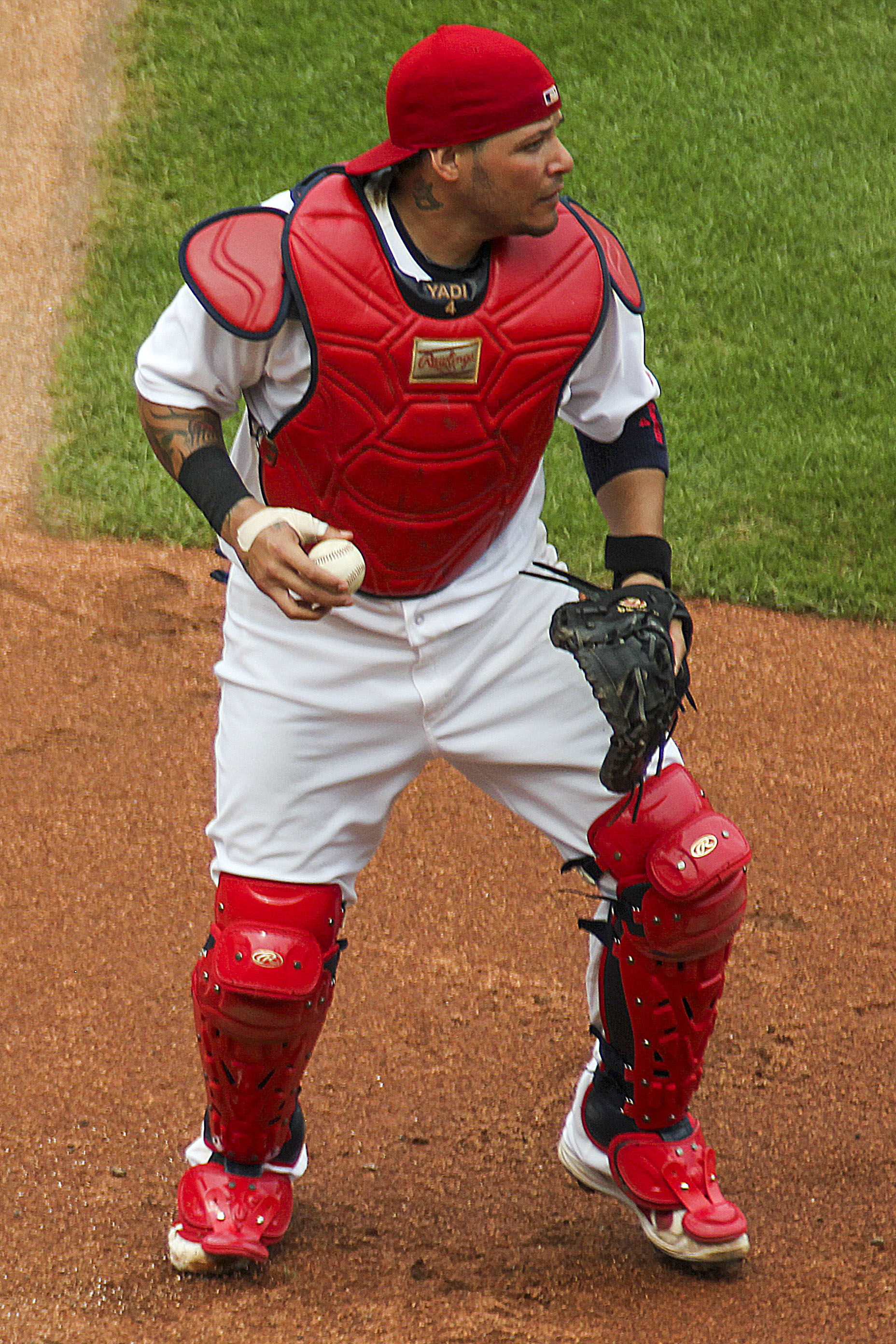
Yadier Molina.